# Sparsentan
| Pharmakologische Daten  | Pharmakologische Daten                  |
| ----------------------- | --------------------------------------- |
| Verabreichungsweg       | Oral (Einnahme)                         |
| Bioverfügbarkeit        | 98 %                                    |
| Plasmaeiweißbindung     | > 99 %                                  |
| Maximaler Plasmaspiegel | 2–8 Stunden (Median: 3 Stunden)         |
| Halbwertszeit           | 9,6 Stunden (ab steady state)           |
| Metabolisierung         | Hepatisch, vorwiegend Cytochrom P450 3A |
| Ausscheidung            | Fäzes (80 %)                            |

Sparsentan ist ein Arzneistoff aus der Gruppe der dual wirksamen Rezeptorantagonisten (dual acting receptor antagonists, DARA). Er hemmt den Endothelin-Rezeptor und den Angiotensin-II-Rezeptor. Unter dem Namen Filspari (Hersteller: Travere Therapeutics) wurde er im Februar 2023 in den USA zur Minderung der Proteinurie (Eiweißausscheidung im Urin) bei primärer Immunglobulin-A-Nephropathie zugelassen. Dies ist eine langfristige, fortschreitend verlaufende und lebensbedrohliche Erkrankung der Nieren. Im April 2024 erfolgte bedingte Zulassung in der EU.
Das Mittel wird oral angewendet (eingenommen).

## Chemisch-physikalische Eigenschaften
Sparsentan ist ein weißes bis cremefarbenes Pulver, das in Wasser praktisch unlöslich ist. Der Wirkstoff hat eine pH-Wert-abhängige Löslichkeit mit einer intrinsischen Löslichkeit von 1,48 mg/ml bei pH 1,2 und 0,055 mg/ml bei pH 6,8.

## Wirkungsmechanismus
Sparsentan ist eine niedermolekulare Verbindung, die mit hoher Affinität an den Endothelin-Rezeptor vom Typ A (ETAR) sowie an den Angiotensin-II-Rezeptor vom Typ 1 (AT1R) bindet. Mit Bindungskonstanten von Ki = 12,8 nM (ETAR) und Ki = 0,36 nM (AT1R) ist die Selektivität um mehr als 500-fach höher als gegenüber ETBR und AT2R.
Es wird angenommen, dass Endothelin-1 und Angiotensin II zur Pathogenese der IgA-Nephropathie beitragen.

## Therapeutische Verwendung

### Anwendungsgebiet
Die Zulassung in den USA umfasst den Einsatz von Sparsentan, um die Proteinurie bei Erwachsenen mit primärer Immunglobulin-A-Nephropathie (IgA-Nephropathie, IgAN) zu reduzieren, bei der das Risiko eines schnellen Fortschreitens der Erkrankung besteht (Protein-Kreatinin-Quotient im Urin, urine protein-to-creatinine ratio (UPCR) ≥ 1,5 g/g). Sparsentan ist oral wirksam.
Gemäß EU-Zulassung ist Sparsentan angezeigt bei primärer IgAN mit einer Ausscheidung von mindestens 1,0 g Protein im Urin pro Tag oder einem Protein/Kreatinin-Quotienten im Urin von mindestens 0,75 g/g.
Die primäre IgA-Nephropathie ist eine Erkrankung, bei der der Körper eine fehlerhafte Version des Antikörpers Immunglobulin A (IgA) bildet. Es kann sich in Clustern im Zwischengewebe um die Kapillargefäß-Knäuel der Nierenkörperchen, dem Mesangium, anhäufen. Dadurch werden die Glomeruli geschädigt und es kommt zum Austritt von Blut und Eiweiß in den Urin. In der Folge kommt es zu einer Einschränkung der Nierenfunktion bis hin zum Versagen, wodurch eine Dialyse oder eine Nierentransplantation erforderlich wird.

### Nebenwirkungen und Anwendungsbeschränkungen
Die häufigste schwerwiegende Nebenwirkung ist eine akute Nierenschädigung.
Sparsentan ist lebertoxisch, so dass seine Verwendung die Überwachung von Leberparametern erforderlich macht. Auch sind basierend auf Daten aus Tierstudien zur Reproduktionstoxizität bei Verabreichung von Sparsentan an Schwangere Fehlbindungen bzw. Tod des Ungeborenen nicht auszuschließen, weswegen die Gabe in der Schwangerschaft kontraindiziert ist. Bei Frauen im gebärfähigen Alter erfordert die Behandlung vor Beginn, während und einen Monat danach eine wirksame Verhütungsmethode. Sparsentan ist aufgrund der Risiken der hepato- und embryofetalen Toxizität in den USA nur im Zuge eines Risk Evaluation and Mitigation Strategies(REMS)-Programms verfügbar.

### Klinische Prüfung
Sparsentan wurde im Februar 2023 von der Food and Drug Administration (FDA) nach einem beschleunigten Verfahren zugelassen. Die Zulassung beruht auf den Daten der randomisierten, doppelblinden und kontrollierten Studie PROTECT an Erwachsenen mit nachgewiesener IgA-Nethropathie (eGFR ≥ 30 ml/min [bezogen auf 1,73 m2] und Gesamtprotein im Urin ≥ 1,0 g/Tag). Der primäre Endpunkt war die relative Veränderung des Protein-Kreatinin-Quotienten im Urin (UPCR) in Woche 36 gegenüber dem Ausgangswert, im Vergleich zur Behandlung mit Irbesartan. Sparsentan reduzierte die UPCR in stärkerem Maße als die Vergleichsmedikation (−45 % vs. −15 %). Ob Sparsentan die Verschlechterung der Nierenfunktion verlangsamt, wurde in der Studie nicht untersucht.

## Sonstiges
Filspari ist die erste nicht-immunsuppressive Therapieoption für die Behandlung der IgA-Nephropathie. Schätzungen zufolge sind in den USA bis zu 150.000 Menschen von einer IgA-Nephropathie betroffen, und in Europa und Japan ist sie eine der häufigsten glomerulären Erkrankungen. In der Bevölkerung der Europäischen Union, Island, Liechtenstein, Norwegen und dem Vereinigten Königreich sind etwa 4 von 10.000 Menschen betroffen.
Sparsentan wird auch zur Behandlung der fokal segmentalen Glomerulosklerose untersucht. Sparsentan hat den Status eines Arzneimittel gegen seltene Krankheiten (Orphan-Arzneimittel).